# Brachypteryx montana
El alicorto azul o alicorto de Java (Brachypteryx montana) es una especie de ave paseriforme de la familia Muscicapidae propia del Sudeste Asiático.

## Taxonomía
La primera descripción formal del alicorto azul fue realizada por el naturalista estadounidense Thomas Horsfield en 1821. Utilizó el nombre binomial actual Brachypteryx montana.

## Distribución y hábitat
Su área de distribución se extiende desde el Himalaya hasta Taiwán, las Filipinas e Indonesia. Su hábitats naturales son los bosques de montaña tropicales o subtropicales. Vive en las profundidades de la vegetación, donde se alimenta de pequeños invertebrados, bayas, semillas y brotes de plantas.

## Subspecies
Se reconocen las siguientes subespecies:
- B. m. andersoni Rand & Rabor, 1967– en el sur de Luzón;
- B. m. brunneiceps Ogilvie-Grant, 1896– en Negros;
- B. m. cruralis (Blyth, 1843)– desde el este del Himalaya al norte de Birmania y oeste de China; en invierno al norte de Indochina;
- B. m. erythrogyna Sharpe, 1888– en el norte de Borneo;
- B. m. floris Hartert, 1897– en Flores (oeste de las islas menores de la Sonda);
- B. m. goodfellowi Ogilvie-Grant, 1912– en Taiwán;
- B. m. malindangensis Mearns, 1909– en el noroeste de Mindanao;
- B. m. mindanensis Mearns, 1905– en Mindoro;
- B. m. mindorensis Hartert, 1916– en Mindanao;
- B. m. montana Horsfield, 1821– en Java;
- B. m. poliogyna Ogilvie-Grant, 1895– en el norte de Luzón;
- B. m. saturata Salvadori, 1879– en Sumatra;
- B. m. sillimani Ripley & Rabor, 1962– en Palawan;
- B. m. sinensis Rickett, 1897– en el sureste de China (noroeste de Fujian y Guangxi).